# Centrul de cercetare Heterotopos
Heterotopos. Reprezentări și practici ale spațiului străin este un centru de cercetare interdisciplinar al Universității din București. A fost creat în 2007 și este condus de prof. dr. Dolores Toma - Facultatea de Limbi și Literaturi Străine.
Printre partenerii externi ai Centrului se numără Le Centre de Recherche sur la Littérature des Voyages (CRLV) al Universității Paris Sorbona-Paris IV (Franța). 

## Direcții tematice
- Identitate și alteritate
- Practici culturale ale călătoriei
- Poetica spațiului
- Psihologia dezrădăcinării și a aproprierii locului străin
- Colonizarea teritoriilor celuilalt
- Locuri antropologice vs non-locuri
- Tipologii spațiale : acasă, la ceilalți, locuri publice, no man’s land; locuri sacre și locuri profane ; spații masculine și feminine etc.
- Geografii imaginare
- Teorii și reprezentări ale peisajului
- Atitudini față de mediul înconjurător
- Spații patrimoniu
- Management al turismului

## Teme de cercetare
- Poetica  ruinelor și a locurilor funebre (literatură, relatări de călătorie și iconografie), coordonator de temă – Diana Samarineanu
- Literatura mobilității feminine (ficțiune, relatări de călătorie), coordonator de temă – Lidia Cotea

## Manifestări științifice
- Centrul de cercetare Heterotopos al Universității din București și Le Centre de Recherche sur la Littérature des Voyages (CRLV) al Universității Paris Sorbona - Paris IV au organizat la București, în 11 și 12 mai 2009, colocviul internațional  Vers l'Orient européen: Voyages et images. Pays roumains, Bulgarie, Grèce, Constantinople.